# HubSpot
HubSpot es un desarrollador y comercializador de productos de software con base en Cambridge, Massachussets, que ofrece una suite completa de herramientas de marketing, ventas y atención al cliente para empresas de todo tamaño.

## Historia
HubSpot fue fundada por Brian Halligan y Dharmesh Shah en el Instituto Tecnológico de Massachusetts (MIT) en junio de 2006.
Fueron respaldados por varios capitalistas de riesgo, entre ellos General Catalyst Partners, Matrix Partners, Escala Venture Partners, Sequoia Capital, Google Ventures y Salesforce.com
La empresa creció de $255,000 en ingresos en 2007 a $ 15,6 millones en 2010. La compañía también presentó un nuevo software para personalizar sitios web para cada visitante. Según Forbes, HubSpot comenzó centrándose en las pequeñas empresas, pero "se movió de manera constante para atender a empresas más grandes de hasta 1000 empleados" HubSpot solicitó una oferta pública inicial ante la Comisión de Bolsa y Valores el 25 de agosto de 2014, solicitando que coticen en la Bolsa de Nueva York bajo el símbolo HUBS. En julio de 2017, HubSpot adquirió Kemvi, que aplica inteligencia artificial y aprendizaje automático para ayudar a los equipos de ventas.

## Productos y Servicios
HubSpot ofrece herramientas de social media marketing, content management, web analytics, landing pages y search engine optimization. HubSpot tiene integraciones con herramientas como Salesforce.com, SugarCRM, NetSuite, Microsoft Dynamics CRM y otras. También hay servicios de terceros, como plantillas y extensiones. Además, HubSpot ofrece servicios de consultoría y una academia de recursos en línea para aprender tácticas de marketing y ventas. También ofrece conferencias de grupos de usuarios y programas de marketing y certificación inbound. HubSpot promueve el concepto de inbound marketing a través de su propia estrategia de marketing, y ha sido llamado "un prolífico creador de contenido", como blogs, redes sociales, seminarios y reportes.

En 2010, un artículo en Harvard Business Review dijo que la característica de inbound marketing más eficaz de HubSpot era sus herramientas gratuitas. Una de esas herramientas, Marketing Grader, evalúa y califica rendimiento de los sitios web. La compañía presentó una función de seguimiento de Twitter en 2011.
En, Hubspot integró Taboola en su dashboard, una red global nativa de Pay-per-click.

### CRM de HubSpot
La empresa lanzó HubSpot CRM Free en 2014. El producto CRM rastrea y gestiona las interacciones entre una compañía y sus clientes y prospectos. Permite a las empresas pronosticar los ingresos, medir la productividad del equipo de ventas e informar sobre las fuentes de ingresos. El software es gratuito y se integra con Gmail, G Suite, Microsoft Office para Windows, y otros.

## Retorno de la inversión
Dos estudios realizados por un estudiante en el MIT Sloan School of Management indica una rentabilidad de la inversión de la metodología HubSpot. HubSpot también ha publicado varios casos de éxito. Un sitio web que ofrece una hoja de cálculo para estimar el ROI con estos métodos.

## Cultura
El Boston Business Journal nombró a HubSpot como "Best Place to Work in 2012." En 2015, la empresa fue nombrada como la mejor empresa grande para trabajar en Massachusetts por el Boston Globes.